# Peter Hegar
Peter Hegar (* 23. Juli 1882 in Basel; † 2. November 1946 ebenda) war ein Schweizer Opernsänger (Bassbariton).

## Leben
Hegar, Sohn des Cellisten Emil Hegar, war von 1906 bis 1907 am Theater von Mainz, von 1908 bis 1909 in Luzern, von 1910 bis 1911 in St. Gallen und von 1911 bis 1913 in Osnabrück. 1914 wurde er an das Stadttheater Basel verpflichtet, wo er bis 1922 auftrat. Von Januar bis April 1923 war Hegar Teil der aus 200 Personen bestehenden Wagner Opera Festival Company, die unter der Leitung von Leo Blech und Georg Hartmann an mehreren Spielorten in den USA Auftritte hatte.
Sein Repertoire umfasste alle Opernbereiche, darunter Partien von Mozart, Rossini, Donizetti, Verdi, Meyerbeer, Gounod, Saint-Saëns, Auber, Bizet, Puccini und Wagner. Auch hatte er viele Auftritte in Operetten. Zusätzlich war er als Oratorien- und Sänger religiöser Volksmusik tätig.
Der Dirigent Friedrich Hegar war sein Onkel, sein Cousin war Johannes Hegar.